# László Gyopár
László Gyopár (* 4. November 1918 in Budapest; † 1944 in der Nähe von Stanislau (damals Polen, heute Ukraine)) war ein ungarischer Komponist.

## Leben
Gyopár wurde in eine jüdische Familie geboren und konvertierte im Alter von 15 Jahren zum katholischen Glauben. Sein Vater, Béla Gyopár, war Holzhändler.

## Studium
1936 wurde er Kompositionsschüler von Zoltán Kodály und schloss seine Studien 1940 an der Franz-Liszt-Musikakademie ab.

## Holocaust
1942 wurde er zur Zwangsarbeit nach Polen verschleppt, wo er im Mai 1944 schwer erkrankte. Im Juni 1944 hätte sein Zug nach Ungarn zurückkehren sollen, doch dazu war er nicht mehr in der Lage. Nach dem ersten Tag des Rückmarsches galt er als verschollen. Die genauen Umstände seines Todes sind nicht geklärt.

## Werke
- Ouvertüre für Orchester (1940)
- Missa in d-Moll (1942)

## Hauptwerk
Gyopárs Hauptwerk ist die 1942 vollendete Missa in d-Moll für Solisten, Chor und großes Orchester. Das Originalmanuskript ist verschollen. In den 1950er Jahren übergab Gyopárs Vater eine Kopie der Partitur dem Komponisten István Anhalt (1919–2012), der mit László Gyopár studiert hatte und ebenfalls zur Zwangsarbeit nach Polen verschleppt worden war, die Entbehrungen jedoch überlebt hatte. Anhalt emigrierte 1949 nach Kanada und schickte die Partitur später an die Komponisten András Szőllősy (1921–2007) und József Soproni (1930–2021). Am 14. März 1994 wurde die Missa in der Matthiaskirche (Budapest) anlässlich des Budapester Frühlingsfestivals uraufgeführt.